# Diecéze Samoa-Pago Pago
Diecéze Samoa-Pago Pago je římskokatolická diecéze na území Americké Samoy.

## Současnost
Diecéze zahrnuje zahrnuje celou Americkou Samou.
Biskupským městem je Tafuna (ostrov Tutuila), kde se nachází katedrále Sv. Rodiny v Tafuně. Ve Fagatogu se nachází konkatedrála Svatého Josefa Dělníka.
K roku 2010 měla diecéze; 14 000 věřících, 18 diecézních kněží, 3 řeholní kněze, 31 jáhnů, 3 řeholníky, 10 řeholnic a 16 farností.

## Historie
Diecéze byla založena 10. září 1982 bulou Studiose quidem papeže Jana Pavla II., po rozdělení diecéze Samoa a Tokelau, z nichž vznikla arcidiecéze Samoa–Apia.

## Erb
Návrh erbu vytvořil v roce 2016 slovenský heraldik Marek Sobola. Tinktury (barvy) a kompozice nového erbu jsou odvozeny z národní vlajky Americká Samoy. Heraldické figury: orel bělohlavý – národní symbol, zlaté a stříbrné lilie – symboly papežů Pavla VI. a Jana Pavla II. Tito dva papežové přispěli k rozvoji diecéze.

Diecézní erb

## Seznam biskupů
- Pio Taofinu'u, S.M. (1982–1986) (apoštolský administrátor)
- John Quinn Weitzel, M.M. (1986–2013)
- Peter Hugh Brown, C.SS.R. (od 2013–2023)
- Kolio Etuale (od 2023)